# (239105) Marcocattaneo
(239105) Marcocattaneo est un astéroïde de la ceinture principale.

## Description
(239105) Marcocattaneo est un astéroïde de la ceinture principale. Il fut découvert le 28 avril 2006 à Vallemare Borbona par Vincenzo Silvano Casulli. Il présente une orbite caractérisée par un demi-grand axe de 2,54 UA, une excentricité de 0,07 et une inclinaison de 9,3° par rapport à l'écliptique.